# فهرست جایزه‌ها و نامزدی‌های راجر سانچز
این فهرستی است از جایزه‌ها و نامزدی‌های راجر سانچز بیش از ۲۰ سال است که در عرصهٔ موسیقی رقص الکترونیک به‌عنوان دی‌جی، ریمیکس‌کننده و تهیه‌کننده موسیقی مشغول به فعالیت حرفه‌ای بوده‌است.
او در میان جوایز رقابتی زیاد خود، دارای یک جایزه گرمی، چهار جایزه دی‌جی و یک جایزه بین‌المللی موسیقی رقص بوده و یک بار نیز برای دریافت جایزه موسیقی ام‌تی‌وی نامزد شده‌است. سانچز در طول دوران فعالیت حرفه‌ای خود در مجموع ۶ بار برندهٔ جایزه‌های رقابتی مختلف شده و ۲۶ بار نیز برای دریافت جایزه نامزد شده‌است.

## جوایز و نامزدی‌ها

### جوایز گرمی
| سال  | اثر نامزد شده         | رده                                  | نتیجه |
| ---- | --------------------- | ------------------------------------ | ----- |
| ۲۰۰۳ | «هلا گود» اثر نو داوت | بهترین ریمیکس اثر ضبط‌شده، غیر کلاسیک | برنده |

### جوایز ام‌تی‌وی اروپا
جایزه موسیقی ام‌تی‌وی اروپا برای بهترین اثر رقص نخستین بار در سال ۱۹۹۴ اهدا شد و تا سال ۲۰۰۳ هر سال به هنرمندان تعلق می‌گرفت. این جایزه یکی از دو ردهٔ اصلی سبک موسیقی بود که در آن سال به جوایز موسیقی ام‌تی‌وی اروپا افزوده شد. روند اهدای این جایزه از سال ۲۰۱۲ از سر گرفته‌شد.
| سال  | اثر نامزد شده | رده            | نتیجه    |
| ---- | ------------- | -------------- | -------- |
| ۲۰۰۱ | «راجر سانچز»  | بهترین اثر رقص | نامزدشده |

### جایزه دی‌جی
جوایز دی‌جی رویداد اهدای جوایز سالانه برای دی‌جی‌های موسیقی الکترونیک است. این رویداد قدیمی‌ترین و تنها گردهمایی بین‌المللی برای دی‌جی‌ها است. مراسم اهدای این جوایز هر سال یک بار در باشگاه پچا در ایبیزا، اسپانیا برگزار می‌شود. این جایزه یکی از مهم‌ترین افتخاراتی است که یک هنرمند موسیقی الکترونیک یا دی‌جی می‌تواند به آن دست یابد.
سانچر تاکنون پنج بار برندهٔ جایزهٔ بهترین دی‌جی هاوس شده و ۱۳ بار نیز در همین رده نامزد دریافت جایزه شده‌است.
| سال  | جایزه      | اثر نامزد شده | رده              | نتیجه    |
| ---- | ---------- | ------------- | ---------------- | -------- |
| ۱۹۹۸ | جوایز دی‌جی | راجر سانچز    | بهترین دی‌جی هاوس | نامزدشده |
| ۱۹۹۹ | جوایز دی‌جی | راجر سانچز    | بهترین دی‌جی هاوس | برنده    |
| ۲۰۰۰ | جوایز دی‌جی | راجر سانچز    | بهترین دی‌جی هاوس | نامزدشده |
| ۲۰۰۱ | جوایز دی‌جی | راجر سانچز    | بهترین دی‌جی هاوس | نامزدشده |
| ۲۰۰۲ | جوایز دی‌جی | راجر سانچز    | بهترین دی‌جی هاوس | برنده    |
| ۲۰۰۳ | جوایز دی‌جی | راجر سانچز    | بهترین دی‌جی هاوس | نامزدشده |
| ۲۰۰۴ | جوایز دی‌جی | راجر سانچز    | بهترین دی‌جی هاوس | برنده    |
| ۲۰۰۵ | جوایز دی‌جی | راجر سانچز    | بهترین دی‌جی هاوس | نامزدشده |
| ۲۰۰۶ | جوایز دی‌جی | راجر سانچز    | بهترین دی‌جی هاوس | نامزدشده |
| ۲۰۰۷ | جوایز دی‌جی | راجر سانچز    | بهترین دی‌جی هاوس | برنده    |
| ۲۰۰۸ | جوایز دی‌جی | راجر سانچز    | بهترین دی‌جی هاوس | نامزدشده |
| ۲۰۱۰ | جوایز دی‌جی | راجر سانچز    | بهترین دی‌جی هاوس | نامزدشده |
| ۲۰۱۸ | جوایز دی‌جی | راجر سانچز    | استاد دی‌جی هاوس  | برنده    |

### جوایز بین‌المللی موسیقی رقص
سانچز در مارس ۲۰۰۷ بندهٔ جایزهٔ بهترین پادکست شد. او در مجموع ۱۲ بار برای دریافت جایزهٔ آی‌دی‌ام‌ای در رده‌های مختلف از جمله ۸ بار برای جایزه بهترین دی‌جی آمریکایی، ۱ بار برای جایزه بهترین دی‌جی جهان، ۱ بار برای بهترین تهیه‌کننده موسیقی و ۱ بار برای بهترین ریمیکس‌کننده نامزد شده‌است.
| سال  | جایزه    | اثر نامزد شده | رده                                  | نتیجه    |
| ---- | -------- | ------------- | ------------------------------------ | -------- |
| ۲۰۰۳ | آی‌دی‌ام‌ای | راجر سانچز    | بهترین دی‌جی آمریکایی                 | نامزدشده |
| ۲۰۰۵ | آی‌دی‌ام‌ای | راجر سانچز    | بهترین دی‌جی آمریکایی                 | نامزدشده |
| ۲۰۰۵ | آی‌دی‌ام‌ای | راجر سانچز    | بهترین دی‌جی جهان                     | نامزدشده |
| ۲۰۰۵ | آی‌دی‌ام‌ای | راجر سانچز    | بهترین تهیه‌کننده                     | نامزدشده |
| ۲۰۰۵ | آی‌دی‌ام‌ای | راجر سانچز    | بهترین ریمیکس‌کننده                   | نامزدشده |
| ۲۰۰۶ | آی‌دی‌ام‌ای | راجر سانچز    | بهترین دی‌جی آمریکایی                 | نامزدشده |
| ۲۰۰۷ | آی‌دی‌ام‌ای | راجر سانچز    | بهترین پادکست                        | برنده    |
| ۲۰۰۷ | آی‌دی‌ام‌ای | راجر سانچز    | بهترین دی‌جی آمریکایی                 | نامزدشده |
| ۲۰۰۸ | آی‌دی‌ام‌ای | راجر سانچز    | بهترین دی‌جی آمریکایی                 | نامزدشده |
| ۲۰۰۹ | آی‌دی‌ام‌ای | راجر سانچز    | بهترین دی‌جی آمریکایی                 | نامزدشده |
| ۲۰۱۰ | آی‌دی‌ام‌ای | راجر سانچز    | بهترین دی‌جی آمریکایی                 | نامزدشده |
| ۲۰۱۰ | آی‌دی‌ام‌ای | راجر سانچز    | بهترین دی‌جی آمریکایی (آمریکای شمالی) | نامزدشده |